# Leichtathletik-Europameisterschaften 1990
| 15. Leichtathletik-Europameisterschaften | 15. Leichtathletik-Europameisterschaften |
| ---------------------------------------- | ---------------------------------------- |
|                                          |                                          |
| Stadt                                    | Split                                    |
| Stadion                                  | Stadion Poljud                           |
| Wettbewerbe                              | 43 (Männer: 24 / Frauen: 19)             |
| Weltrekorde                              | 1                                        |
| Weitere Europarekorde                    | 1                                        |
| Eröffnung                                | 27. August 1990                          |
| Schlussfeier                             | 1. September 1990                        |
| Chronik                                  |                                          |
| ← Stuttgart 1986                         | Helsinki 1994 →                          |

| Medaillenspiegel (Endstand nach 43 Entscheidungen) | Medaillenspiegel (Endstand nach 43 Entscheidungen) | Medaillenspiegel (Endstand nach 43 Entscheidungen) | Medaillenspiegel (Endstand nach 43 Entscheidungen) | Medaillenspiegel (Endstand nach 43 Entscheidungen) | Medaillenspiegel (Endstand nach 43 Entscheidungen) |
| Platz                                              | Land                                               | Gold                                               | Silber                                             | Bronze                                             | Gesamt                                             |
| -------------------------------------------------- | -------------------------------------------------- | -------------------------------------------------- | -------------------------------------------------- | -------------------------------------------------- | -------------------------------------------------- |
| 1                                                  | DDR                                                | 12                                                 | 12                                                 | 10                                                 | 34                                                 |
| 2                                                  | Großbritannien                                     | 9                                                  | 5                                                  | 4                                                  | 18                                                 |
| 3                                                  | Sowjetunion                                        | 6                                                  | 9                                                  | 6                                                  | 21                                                 |
| 4                                                  | Italien                                            | 5                                                  | 2                                                  | 5                                                  | 12                                                 |
| 5                                                  | Frankreich                                         | 3                                                  | 2                                                  | 5                                                  | 10                                                 |
| 6                                                  | BR Deutschland                                     | 3                                                  | 2                                                  | 2                                                  | 7                                                  |
| 7                                                  | Jugoslawien                                        | 2                                                  | 1                                                  | –                                                  | 3                                                  |
| 8                                                  | Portugal                                           | 1                                                  | –                                                  | 1                                                  | 2                                                  |
| 9                                                  | Finnland                                           | 1                                                  | –                                                  | –                                                  | 1                                                  |
| 9                                                  | Tschechoslowakei                                   | 1                                                  | –                                                  | –                                                  | 1                                                  |
| Vollständiger Medaillenspiegel                     |                                                    |                                                    |                                                    |                                                    |                                                    |

Die 15. Leichtathletik-Europameisterschaften fanden vom 27. August bis zum 1. September 1990 in der damals jugoslawischen Stadt Split statt. Die Wettkämpfe wurden mit Ausnahme der Marathonläufe und der Gehwettbewerbe im Stadion Poljud ausgetragen.

## Teilnehmer
Bei diesen Europameisterschaften gab es zum letzten Mal zwei deutsche Teams. Einen Monat vor der Wiedervereinigung Deutschlands trat zum letzten Mal eine DDR-Mannschaft bei internationalen Meisterschaften an. Auch für die Sowjetunion gab es einen letztmaligen gemeinsam Auftritt bei Leichtathletik-Europameisterschaften, bevor das Land nach einer Übergangsphase mit einer Mannschaft aus der sogenannten Gemeinschaft Unabhängiger Staaten in den Jahren 1991 bis 1994 endgültig in verschiedene Teilstaaten zerfiel.

## Wettbewerbe

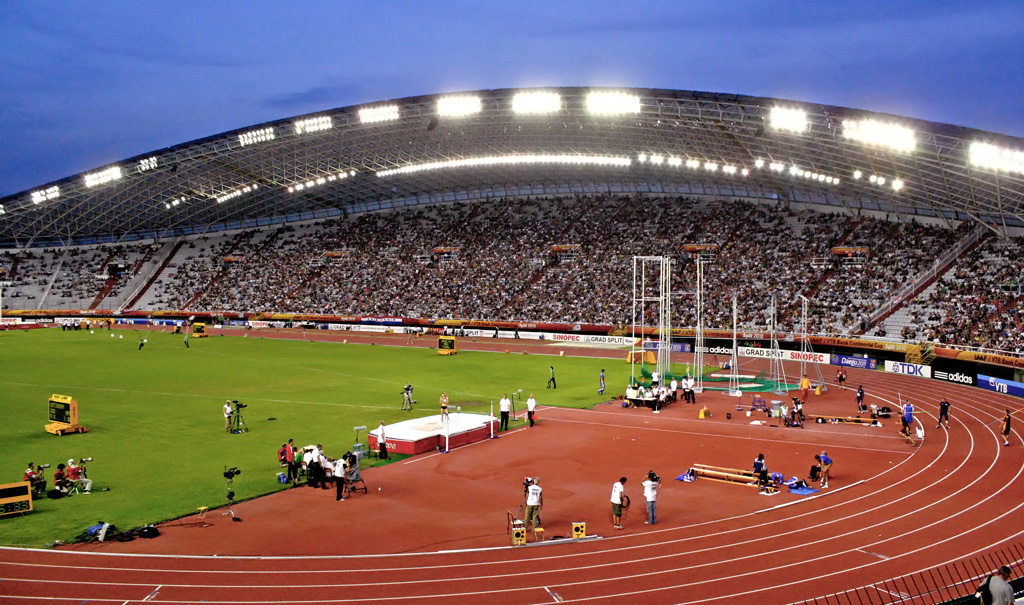
Das Stadion Poljud von Split im Jahr 2010

Im Wettbewerbsangebot gab es keine Änderungen gegenüber den Europameisterschaften 1986.

## Doping
Es gab zwei offiziell nachgewiesene Dopingfälle:
- Wjatscheslaw Lycho, Sowjetunion, Kugelstoßen – zunächst Bronzemedaillengewinner. Er wurde der Einnahme von Pseudoephedrin überführt. Die Medaille wurde ihm aberkannt, er erhielt eine dreimonatige Sperre.[1][2]
- Felicia Țilea, Rumänien, Speerwurf – zunächst auf Rang neun. Nachdem ihr Verstoß gegen die Antidopingbestimmungen nachgewiesen war, wurde ihre Platzierung annulliert und sie erhielt eine Sperre von zwei Jahren.[3][4]

Außerdem kam es zu einem bedauerlichen Irrtum. Der jugoslawische Weitspringer Borut Bilač wurde nach einer fehlerhaften Dopinganalyse vorübergehend disqualifiziert, erhielt jedoch 1991 seine Bronzemedaille zurück.

## Sportliche Leistungen
Im Medaillenspiegel lag das Team der letztmals auftretenden DDR mit zwölf Goldmedaillen und 34 Medaillen insgesamt deutlich an der Spitze. Den zweiten Platz belegte Großbritannien mit neun EM-Titeln und achtzehn Medaillen insgesamt. Die Sowjetunion kam auf sechs Titelgewinne und eine Gesamtzahl von 21 Medaillen. Italien hatte fünf Europameister aufzuweisen. Dahinter folgten mit je drei Goldmedaillen Frankreich – zweimal Silber / fünfmal Bronze – und die Bundesrepublik Deutschland – zweimal Silber / zweimal Bronze. Ausrichterland Jugoslawien hatte zwei Titelträger zu Buche stehen.
Das Leistungsniveau war wie so oft bei solchen internationalen Meisterschaften hoch.
- Es wurde ein Weltrekord aufgestellt:
  - 4-mal-100-Meter-Staffel, Männer: Frankreich (Max Morinière, Daniel Sangouma, Jean-Charles Trouabal, Bruno Marie-Rose) – 37,79 s, Finale
- Außerdem gab es einen neuen Europarekord:
  - 4-mal-400-Meter-Staffel, Männer: Großbritannien (Paul Sanders, Kriss Akabusi, John Regis, Roger Black) – 2:58,22 min, Finale
- Darüber hinaus wurden in zwölf Disziplinen fünfzehn neue oder egalisierte Meisterschaftsrekorde registriert.
- In weiteren sechs Disziplinen wurden sechs Landesrekorde neu aufgestellt.
- Eine Athletin errang drei Goldmedaillen bei diesen Meisterschaften:
  - Katrin Krabbe (DDR) – 100 Meter, 200 Meter, 4 × 100 m
- Fünf Athleten errangen je zwei Goldmedaillen:
  - Salvatore Antibo (Italien) – 5000 Meter, 10.000 Meter
  - John Regis (Großbritannien) – 200 Meter, 4 × 400 m
  - Roger Black (Großbritannien) – 400 Meter, 4 × 400 m
  - Kriss Akabusi (Großbritannien) – 400 Meter Hürden, 4 × 400 m
  - Grit Breuer (DDR) – 400 Meter, 4 × 400 m
- Zehn der Europameister von 1990 hatten bereits vorher EM-Titel gewonnen:
  - Roger Black (Großbritannien) – 400 Meter, Wiederholung seines Erfolgs von 1986 / 4 × 400 m, Wiederholung seines Erfolgs von 1986, damit vierfacher Europameister
  - Rosa Mota (Portugal) – Marathonlauf, dritter Erfolg in Folge seit 1982, der ersten Austragung dieses Wettbewerbs bei Europameisterschaften, damit war sie dreifache Europameisterin
  - Heike Drechsler (DDR) – Weitsprung, Wiederholung ihres Erfolgs von 1986, darüber hinaus Europameisterin 1986 über 200 Meter, damit dreifache Europameisterin
  - Kriss Akabusi (Großbritannien) – 4 × 400 m, Wiederholung seines Erfolgs von 1986, darüber hinaus Europameister 1990 über 400 Meter Hürden, damit dreifacher Europameister
  - Linford Christie (Großbritannien) – 100 Meter, Wiederholung seines Erfolgs von 1986, damit zweifacher Europameister
  - Gelindo Bordin (Italien) – Marathonlauf, Wiederholung seines Erfolgs von 1986, damit zweifacher Europameister
  - Philip Brown (Großbritannien) – 4 × 400 m, Wiederholung seines Erfolgs von 1986, damit zweifacher Europameister
  - Brian Whittle (Großbritannien) – 4 × 400 m, Wiederholung seines Erfolgs von 1986, damit zweifacher Europameister
  - Sabine Günther (DDR) – 4 × 100 m, Wiederholung ihres Erfolgs von 1986, damit zweifache Europameisterin
  - Silke Möller (DDR) – 4 × 100 m, Wiederholung ihres Erfolgs von 1986 (damals als Silke Gladisch), damit zweifache Europameisterin

## Legende
Kurze Übersicht zur Bedeutung der Symbolik – so üblicherweise auch in sonstigen Veröffentlichungen verwendet:
| WR    | Weltrekord                                                   |
| ER    | Europarekord                                                 |
| CR    | Championshiprekord                                           |
| NR    | Nationaler Rekord                                            |
| BR    | Bundesdeutscher Rekord                                       |
| NU23R | Nationaler U23-Rekord                                        |
| e     | egalisiert                                                   |
| in    | inoffiziell                                                  |
| w     | Rückenwindunterstützung über dem erlaubten Limit von 2,0 m/s |
| DNF   | Wettkampf nicht beendet (did not finish)                     |
| DSQ   | disqualifiziert                                              |

## Resultate Männer

### 100 m

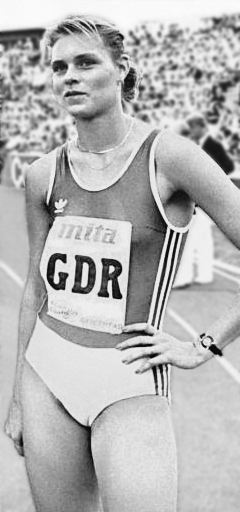
Katrin Krabbe – mit drei EM-Titeln erfolgreichste Athletin bei diesen Europameisterschaften

| Platz | Athlet             | Land | Zeit (s) |
| ----- | ------------------ | ---- | -------- |
| 1     | Linford Christie   | GBR  | 10,00    |
| 2     | Daniel Sangouma    | FRA  | 10,04    |
| 3     | John Regis         | GBR  | 10,07    |
| 4     | Bruno Marie-Rose   | FRA  | 10,10    |
| 5     | Max Morinière      | FRA  | 10,15    |
| 6     | Darren Braithwaite | GBR  | 10,27    |
| 7     | Wladimir Krylow    | URS  | 10,30    |
| 8     | Steffen Görmer     | GDR  | 10,42    |

Finale: 28. August
Wind: +2,2 m/s

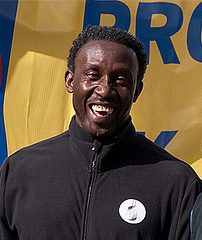
Linford Christie verteidigte seinen Titel von 1986

Für die Aufnahme der im Finale erzielten Zeiten in Bestenlisten war der Rückenwind zu stark. Europameister Linford Christie hatte im Halbfinale mit 10,09 s einen neuen Meisterschaftsrekord aufgestellt.

### 200 m
| Platz | Athlet                | Land | Zeit (s) |
| ----- | --------------------- | ---- | -------- |
| 1     | John Regis            | GBR  | 20,11 CR |
| 2     | Jean-Charles Trouabal | FRA  | 20,31000 |
| 3     | Linford Christie      | GBR  | 20,33000 |
| 4     | Stefano Tilli         | ITA  | 20,66000 |
| 5     | Nikolaj Antonow       | BUL  | 20,68000 |
| 6     | Oleg Fatun            | URS  | 20,77000 |
| 7     | Patrick Stevens       | BEL  | 20,80000 |
| 8     | Sandro Floris         | ITA  | 20,84000 |

Finale: 30. August
Wind: ±0,0 m/s

### 400 m

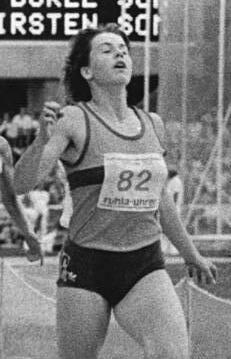
Grit Breuer – hier als Siegerin bei den DDR-Meisterschaften 1989 – gewann überlegen den 400-Meter-Lauf

| Platz | Athlet             | Land | Zeit (s) |
| ----- | ------------------ | ---- | -------- |
| 1     | Roger Black        | GBR  | 45,08    |
| 2     | Thomas Schönlebe   | GDR  | 45,13    |
| 3     | Jens Carlowitz     | GDR  | 45,27    |
| 4     | Cayetano Cornet    | ESP  | 45,30    |
| 5     | Norbert Dobeleit   | FRG  | 45,42    |
| 6     | Slobodan Branković | YUG  | 45,49    |
| 7     | Nenad Djurović     | YUG  | 46,19    |
| 8     | Tomasz Jędrusik    | POL  | 46,25    |

Finale: 30. August

### 800 m

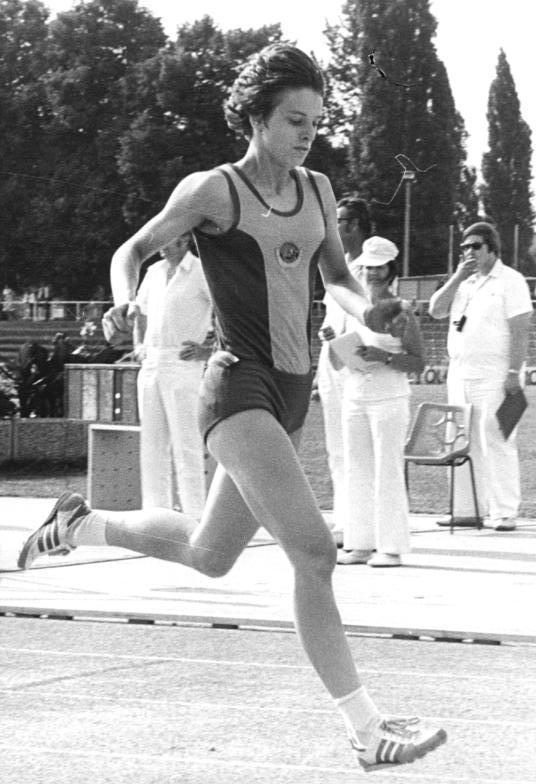
Sigrun Wodars – amtierende Weltmeisterin und aktuelle Olympiasiegerin – nun auch Europameisterin

| Platz | Athlet           | Land | Zeit (min) |
| ----- | ---------------- | ---- | ---------- |
| 1     | Tom McKean       | GBR  | 1:44,76    |
| 2     | David Sharpe     | GBR  | 1:45,59    |
| 3     | Piotr Piekarski  | POL  | 1:45,76    |
| 4     | Andrei Sudnik    | URS  | 1:45,81    |
| 5     | Slobodan Popović | YUG  | 1:45,90    |
| 6     | Tonino Viali     | ITA  | 1:46,07    |
| 7     | Giuseppe D’Urso  | ITA  | 1:47,29    |
| 8     | Matthew Yates    | GBR  | 1:48,42    |

Finale: 29. August

### 1500 m

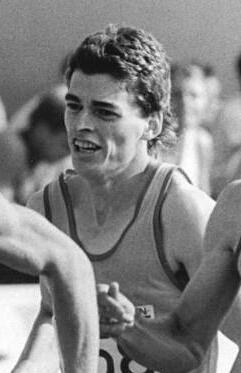
Jens-Peter Herold setzte sich mit starkem Schlussspurt durch

| Platz | Athlet             | Land | Zeit (min) |
| ----- | ------------------ | ---- | ---------- |
| 1     | Jens-Peter Herold  | GDR  | 3:38,35    |
| 2     | Gennaro Di Napoli  | ITA  | 3:38,60    |
| 3     | Mário Silva        | POR  | 3:38,73    |
| 4     | Peter Elliott      | GBR  | 3:39,07    |
| 5     | Steve Cram         | GBR  | 3:39,08    |
| 6     | José Luis González | ESP  | 3:39,15    |
| 7     | Han Kulker         | NED  | 3:39,85    |
| 8     | Markus Hacksteiner | SUI  | 3:40,44    |

Finale: 1. September

### 5000 m
| Platz | Athlet            | Land | Zeit (min) |
| ----- | ----------------- | ---- | ---------- |
| 1     | Salvatore Antibo  | ITA  | 13:22,00   |
| 2     | Gary Staines      | GBR  | 13:22,45   |
| 3     | Sławomir Majusiak | POL  | 13:22,92   |
| 4     | Dionísio Castro   | POR  | 13:23,99   |
| 5     | Jonny Danielsson  | SWE  | 13:24,16   |
| 6     | Risto Ulmala      | FIN  | 13:25,08   |
| 7     | Stefano Mei       | ITA  | 13:27,13   |
| 8     | Harri Hänninen    | FIN  | 13:28,22   |

Finale: 1. September

### 10.000 m
| Platz | Athlet                | Land | Zeit (min) |
| ----- | --------------------- | ---- | ---------- |
| 1     | Salvatore Antibo      | ITA  | 27:41,27   |
| 2     | Are Nakkim            | NOR  | 28:04,04   |
| 3     | Stefano Mei           | ITA  | 28:04,46   |
| 4     | Antonio Prieto        | ESP  | 28:05,35   |
| 5     | Richard Nerurkar      | GBR  | 28:07,81   |
| 6     | José Manuel Albentosa | ESP  | 28:11,00   |
| 7     | Ezequiel Canário      | POR  | 28:11,95   |
| 8     | Marti ten Kate        | NED  | 28:12,53   |

Datum: 27. August

### Marathon

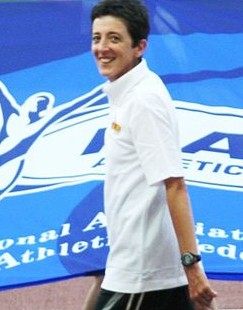
Rosa Mota entschied alle drei bislang bei Europameisterschaften ausgetragenen Marathonläufe für sich

| Platz | Athlet               | Land | Zeit (h) |
| ----- | -------------------- | ---- | -------- |
| 1     | Gelindo Bordin       | ITA  | 2:14:02  |
| 2     | Gianni Poli          | ITA  | 2:14:55  |
| 3     | Dominique Chauvelier | FRA  | 2:15:20  |
| 4     | Salvatore Bettiol    | ITA  | 2:17:45  |
| 5     | José Montiel         | ESP  | 2:17:51  |
| 6     | Geoff Wightman       | GBR  | 2:18:01  |
| 7     | Karel David          | TCH  | 2:18:05  |
| 8     | Manuel Matias        | POR  | 2:18:52  |

Finale: 1. September

### 110 m Hürden
| Platz | Athlet              | Land | Zeit (s) |
| ----- | ------------------- | ---- | -------- |
| 1     | Colin Jackson       | GBR  | 13,18 CR |
| 2     | Tony Jarrett        | GBR  | 13,21000 |
| 3     | Dietmar Koszewski   | FRG  | 13,50000 |
| 4     | Tomasz Nagórka      | POL  | 13,55000 |
| 5     | Wladimir Schischkin | URS  | 13,55000 |
| 6     | Philippe Tourret    | FRA  | 13,61000 |
| 7     | Sjarhej Ussau       | URS  | 13,65000 |
| DNF   | Igors Kazanovs      | URS  |          |

Finale: 31. August
Wind: +2,0 m/s

### 400 m Hürden
| Platz | Athlet            | Land | Zeit (s)    |
| ----- | ----------------- | ---- | ----------- |
| 1     | Kriss Akabusi     | GBR  | 47,92000000 |
| 2     | Sven Nylander     | SWE  | 48,43000000 |
| 3     | Niklas Wallenlind | SWE  | 48,52 NU23R |
| 4     | Vadim Zadoinov    | URS  | 48,61000000 |
| 5     | Stéphane Diagana  | FRA  | 48,92 NU23R |
| 6     | Carsten Köhrbrück | FRG  | 48,95000000 |
| 7     | José Alonso       | ESP  | 49,77000000 |
| 8     | Edgar Itt         | FRG  | 49,83000000 |

Finale: 29. August

### 3000 m Hindernis
| Platz | Athlet                  | Land | Zeit (min) |
| ----- | ----------------------- | ---- | ---------- |
| 1     | Francesco Panetta       | ITA  | 8:12,66 CR |
| 2     | Mark Rowland            | GBR  | 8:13,27000 |
| 3     | Alessandro Lambruschini | ITA  | 8:15,82000 |
| 4     | Angelo Carosi           | ITA  | 8:17,48000 |
| 5     | William Van Dijck       | BEL  | 8:21,71000 |
| 6     | Tom Hanlon              | GBR  | 8:21,73000 |
| 7     | Hagen Melzer            | GDR  | 8:22,48000 |
| 8     | Bruno Le Stum           | FRA  | 8:23,39000 |

Finale: 30. August

### 4 × 100 m Staffel
| Platz | Land           | Athleten                                                             | Zeit (s) |
| ----- | -------------- | -------------------------------------------------------------------- | -------- |
| 1     | Frankreich     | Max Morinière Daniel Sangouma Jean-Charles Trouabal Bruno Marie-Rose | 37,79 WR |
| 2     | Großbritannien | Darren Braithwaite John Regis Marcus Adam Linford Christie           | 37,98000 |
| 3     | Italien        | Mario Longo Ezio Madonia Sandro Floris Stefano Tilli                 | 38,39000 |
| 4     | Sowjetunion    | Innokenti Scharow Wladimir Krylow Oleg Fatun Alexander Sokolow       | 38,46 NR |
| 5     | Ungarn         | György Bakos László Karaffa Pál Rezák Attila Kovács                  | 39,05000 |
| 6     | Spanien        | Florencio Gascón Enrique Talavera José Javier Arques Luís Rodríguez  | 39,10000 |
| 7     | Portugal       | Fernando Damásio Pedro Curvelo Pedro Agostinho Luis Barroso          | 39,33000 |

Finale: 1. September
Aufgrund der in den beiden Vorläufen bestehenden Regeln qualifizierten sich von den neun angetretenen Staffeln nur sieben für das Finale.

### 4 × 400 m Staffel
| Platz | Land           | Athleten | Zeit (min) |
| ----- | -------------- | --- | ---------- |
| 1     | Großbritannien | Paul Sanders Kriss Akabusi John Regis (Finale) Roger Black (Finale) im Vorlauf außerdem: Brian Whittle Philip Brown            | 2:58,22 ER |
| 2     | BR Deutschland | Klaus Just Edgar Itt (Finale) Carsten Köhrbrück Norbert Dobeleit (Finale) im Vorlauf außerdem: Ulrich Schlepütz Jörg Vaihinger | 3:00,64000 |
| 3     | DDR            | Rico Lieder Karsten Just (Finale) Thomas Schönlebe Jens Carlowitz im Vorlauf außerdem: Jan Lenzke                              | 3:01,51000 |
| 4     | Italien        | Andrea Montanari Vito Petrella (Finale) Roberto Ribaud Andrea Nuti (Finale) im Vorlauf außerdem: Alessandro Aimar Fabio Grossi | 3:01,78000 |
| 5     | Jugoslawien    | Nenad Djurovic Slobodan Popovic Ismail Macev Slobodan Branković (Finale) im Vorlauf außerdem: Dejan Jovković                   | 3:02,46000 |
| 6     | Spanien        | Antonio Sánchez Cayetano Cornet (Finale) Moises Fernandez José Luis Palacios im Vorlauf außerdem: Manuel Moreno                | 3:02,74000 |
| 7     | Frankreich     | Christophe Zapata Stéphane Diagana Patrick Barré Olivier Noirot                                                                | 3:03,33000 |
| 8     | Sowjetunion    | Dmitri Golowastow Alexei Basarow Vadim Zadoinov (Finale) Aivar Ojastu im Vorlauf außerdem: Alexei Petuchow                     | 3:04,17000 |

Finale: 1. September

### 20 km Gehen
| Platz | Athlet                 | Land | Zeit (h) |
| ----- | ---------------------- | ---- | -------- |
| 1     | Pavol Blažek           | TCH  | 1:22:05  |
| 2     | Daniel Plaza           | ESP  | 1:22:22  |
| 3     | Thierry Toutain        | FRA  | 1:23:22  |
| 4     | Robert Korzeniowski    | POL  | 1:23:47  |
| 5     | Valentí Massana        | ESP  | 1:23:53  |
| 6     | Walter Arena           | ITA  | 1:24:16  |
| 7     | Bernd Gummelt          | GDR  | 1:24:33  |
| 8     | Giovanni De Benedictis | ITA  | 1:24:51  |

Datum: 28. August

### 50 km Gehen
| Platz | Athlet              | Land | Zeit (h) |
| ----- | ------------------- | ---- | -------- |
| 1     | Andrei Perlow       | URS  | 3:54:36  |
| 2     | Bernd Gummelt       | GDR  | 3:56:33  |
| 3     | Hartwig Gauder      | GDR  | 4:00:48  |
| 4     | Basilio Labrador    | ESP  | 4:02:05  |
| 5     | José Marín          | ESP  | 4:02:53  |
| 6     | Valentin Kononen    | FIN  | 4:03:07  |
| 7     | Giovanni Perricelli | ITA  | 4:03:36  |
| 8     | Sandro Bellucci     | ITA  | 4:03:46  |

Datum: 31. August

### Hochsprung

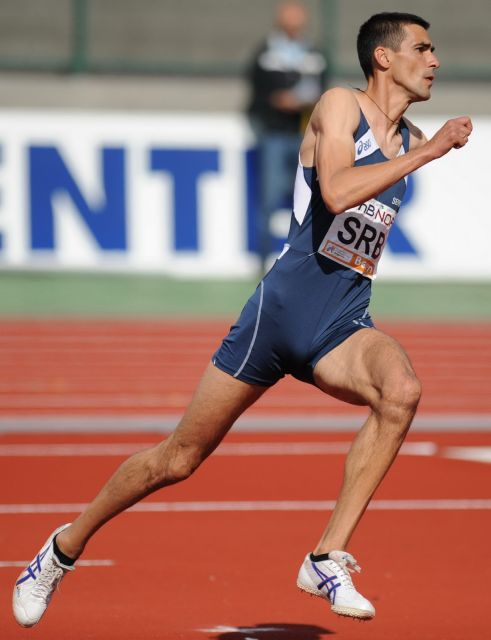
Dragutin Topić siegte bei drei höhengleichen Springern aufgrund der Fehlversuchsregel

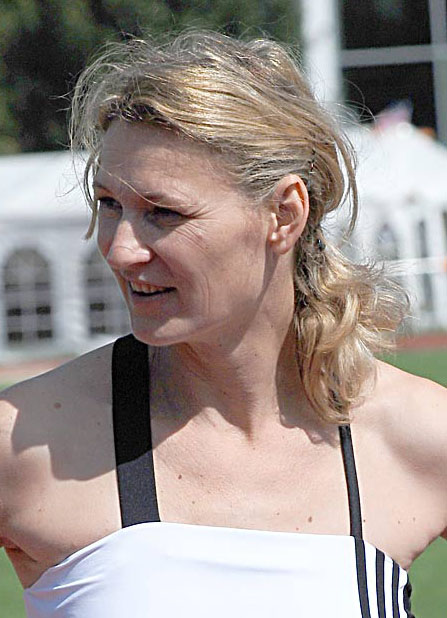
Heike Henkel errang ihren ersten großen internationalen Titel

| Platz | Athlet             | Land | Höhe (m) |
| ----- | ------------------ | ---- | -------- |
| 1     | Dragutin Topić     | YUG  | 2,34 CRe |
| 2     | Alexei Jemelin     | URS  | 2,34 CRe |
| 3     | Georgi Dakow       | BUL  | 2,34 CRe |
| 4     | Sergej Dimtschenko | URS  | 2,310000 |
| 4     | Dalton Grant       | GBR  | 2,310000 |
| 4     | Dietmar Mögenburg  | FRG  | 2,310000 |
| 7     | Luca Toso          | ITA  | 2,280000 |
| 8     | Ralf Sonn          | FRG  | 2,280000 |
| 8     | Arturo Ortiz       | ESP  | 2,280000 |

Finale: 1. September

### Stabhochsprung
| Platz | Athlet            | Land | Höhe (m) |
| ----- | ----------------- | ---- | -------- |
| 1     | Rodion Gataullin  | URS  | 5,85 CRe |
| 2     | Grigori Jegorow   | URS  | 5,750000 |
| 3     | Hermann Fehringer | AUT  | 5,750000 |
| 4     | Philippe Collet   | FRA  | 5,700000 |
| 5     | Javier García     | ESP  | 5,700000 |
| 6     | Serhij Bubka      | URS  | 5,700000 |
| 7     | Ferenc Salbert    | FRA  | 5,600000 |
| 8     | Petri Peltoniemi  | FIN  | 5,400000 |

Finale: 30. August

### Weitsprung

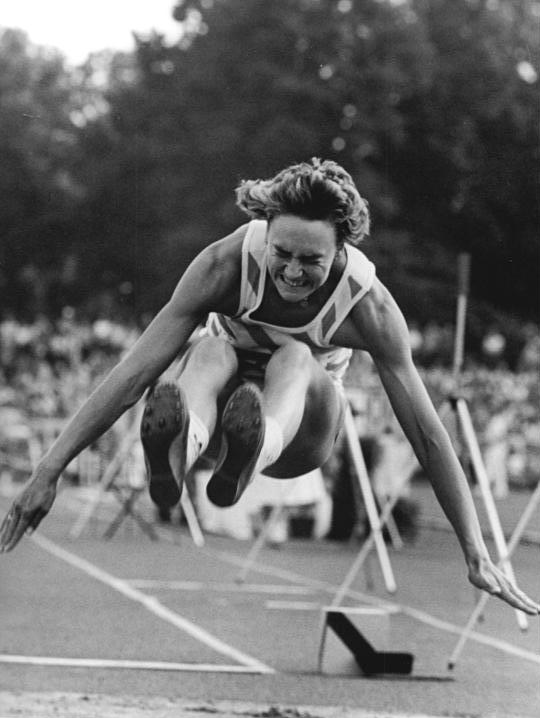
Heike Drechsler verteidigte souverän ihren Titel

| Platz | Athlet               | Land | Weite (m) |
| ----- | -------------------- | ---- | --------- |
| 1     | Dietmar Haaf         | FRG  | 8,25      |
| 2     | Ángel Hernández      | ESP  | 8,15      |
| 3     | Borut Bilač          | YUG  | 8,09      |
| 4     | Frans Maas           | NED  | 8,00      |
| 5     | Wladimir Ratuschkow  | URS  | 7,99      |
| 6     | Jarmo Kärnä          | FIN  | 7,95      |
| 7     | Giovanni Evangelisti | ITA  | 7,93      |
| 8     | Bogdan Tudor         | ROM  | 7,86      |

Finale: 30. August
Borut Bilač wurde nach einer fehlerhaften Dopinganalyse vorübergehend disqualifiziert, erhielt jedoch 1991 seine Bronzemedaille zurück.

### Dreisprung
| Platz | Athlet              | Land | Weite (m) |
| ----- | ------------------- | ---- | --------- |
| 1     | Leonid Woloschin    | URS  | 17,74 CR  |
| 2     | Christo Markow      | BUL  | 17,43000  |
| 3     | Ihar Lapschyn       | URS  | 17,34000  |
| 4     | Jörg Frieß          | GDR  | 17,01000  |
| 5     | Volker Mai          | GDR  | 16,88000  |
| 6     | Andrzej Grabarczyk  | POL  | 16,82000  |
| 7     | Georges Sainte-Rose | FRA  | 16,81000  |
| 8     | Oleg Prozenko       | URS  | 16,80000  |

Finale: 31. August

### Kugelstoßen
| Platz | Athlet            | Land | Weite (m) |
| ----- | ----------------- | ---- | --------- |
| 1     | Ulf Timmermann    | GDR  | 21,32     |
| 2     | Oliver-Sven Buder | GDR  | 21,01     |
| 3     | Georg Andersen    | NOR  | 20,71     |
| 4     | Sergei Smirnow    | URS  | 20,45     |
| 5     | Udo Beyer         | GDR  | 20,21     |
| 6     | Lars Arvid Nilsen | NOR  | 20,13     |
| 7     | Sergei Nikolajew  | URS  | 19,97     |
| 8     | Karsten Stolz     | FRG  | 19,95     |

Finale: 29. August

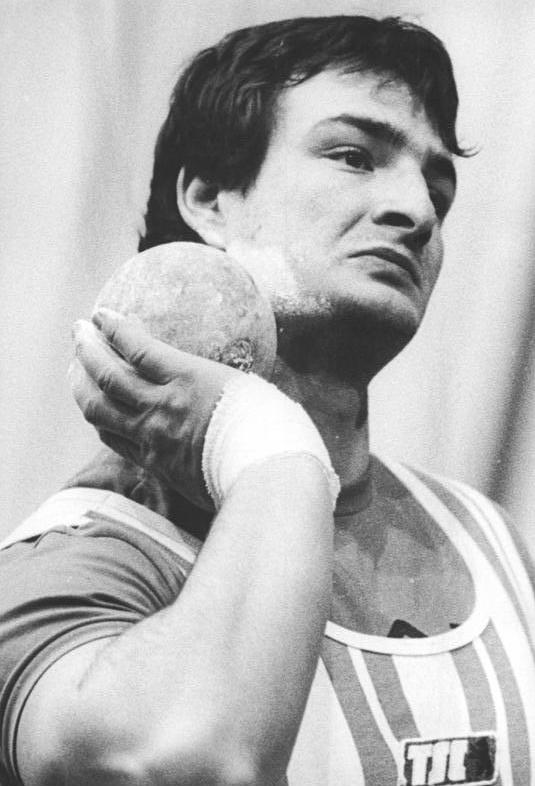
Europarekordler Ulf Timmermann gewann das Kugelstoßen

In dieser Disziplin gab es einen Dopingfall. Der sowjetische Kugelstoßer Wjatscheslaw Lycho, der zunächst die Bronzemedaille gewonnen hatte, wurde der Einnahme von Pseudoephedrin überführt. Die Medaille wurde ihm aberkannt, er erhielt eine dreimonatige Sperre,

### Diskuswurf

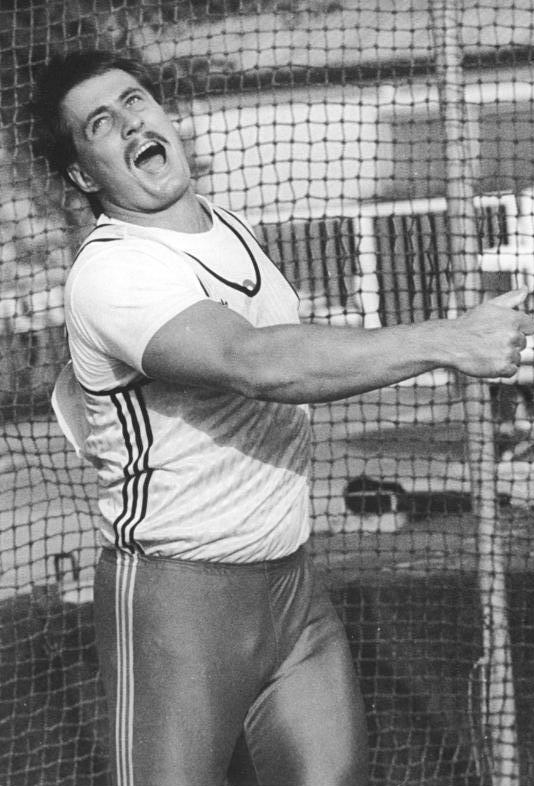
Jürgen Schult setzte hier seine Siegesserie fort

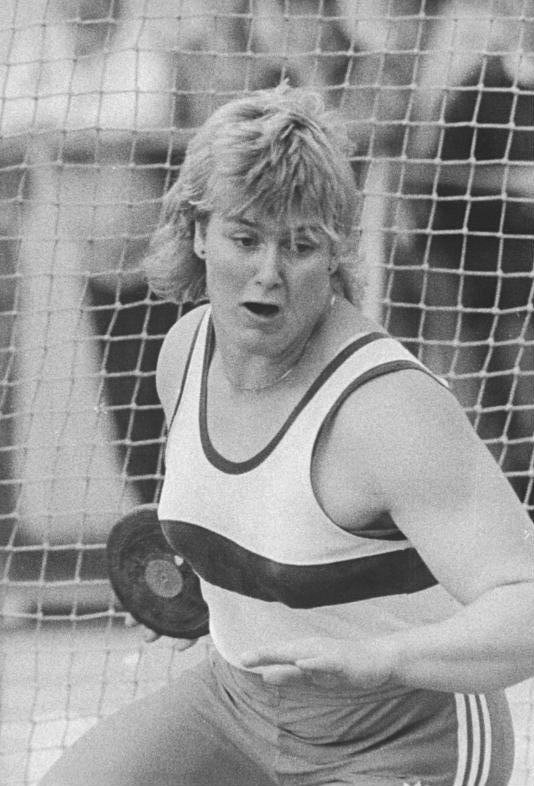
Ilke Wyludda siegte im Diskuswurf

| Platz | Athlet           | Land | Weite (m) |
| ----- | ---------------- | ---- | --------- |
| 1     | Jürgen Schult    | GDR  | 64,58     |
| 2     | Erik de Bruin    | NED  | 64,46     |
| 3     | Wolfgang Schmidt | FRG  | 64,10     |
| 4     | Wassil Kapzjuch  | URS  | 63,72     |
| 5     | Romas Ubartas    | URS  | 63,70     |
| 6     | Rolf Danneberg   | FRG  | 63,08     |
| 7     | Imrich Bugár     | TCH  | 62,36     |
| 8     | Attila Horváth   | HUN  | 62,08     |

Finale: 1. September

### Hammerwurf
| Platz | Athlet             | Land | Weite (m) |
| ----- | ------------------ | ---- | --------- |
| 1     | Ihar Astapkowitsch | URS  | 84,14     |
| 2     | Tibor Gécsek       | HUN  | 80,14     |
| 3     | Igor Nikulin       | URS  | 80,02     |
| 4     | Gunther Rodehau    | GDR  | 77,90     |
| 5     | Plamen Minew       | BUL  | 77,12     |
| 6     | Iwan Tanew         | BUL  | 76,28     |
| 7     | Enrico Sgruletti   | ITA  | 75,82     |
| 8     | Heinz Weis         | FRG  | 75,48     |

Finale: 31. August

### Speerwurf
| Platz | Athlet                 | Land | Weite (m) |
| ----- | ---------------------- | ---- | --------- |
| 1     | Steve Backley          | GBR  | 87,30 CR  |
| 2     | Wiktor Saizew          | URS  | 83,30000  |
| 3     | Patrik Bodén           | SWE  | 82,66000  |
| 4     | Mick Hill              | GBR  | 82,38000  |
| 5     | Seppo Räty             | FIN  | 82,18000  |
| 6     | Wladimir Owtschinnikow | URS  | 81,78000  |
| 7     | Pascal Lefèvre         | FRA  | 79,98000  |
| 8     | Kimmo Kinnunen         | FIN  | 79,00000  |

Finale: 28. August

### Zehnkampf
| Platz | Athlet            | Land | Punkte     |
| ----- | ----------------- | ---- | ---------- |
| 1     | Christian Plaziat | FRA  | 8574 NR000 |
| 2     | Dezső Szabó       | HUN  | 8436000000 |
| 3     | Christian Schenk  | GDR  | 8433000000 |
| 4     | Robert Změlík     | TCH  | 8249000000 |
| 5     | Alain Blondel     | FRA  | 8216000000 |
| 6     | Antonio Peñalver  | ESP  | 8214 NU23R |
| 7     | Beat Gähwiler     | SUI  | 8146000000 |
| 8     | Andrei Nazarov    | URS  | 8071000000 |

Datum: 28./29. August
Punktewertung von 1985.

## Resultate Frauen

### 100 m
| Platz | Athletin                  | Land | Zeit (s) |
| ----- | ------------------------- | ---- | -------- |
| 1     | Katrin Krabbe             | GDR  | 10,89 CR |
| 2     | Silke Möller              | GDR  | 11,10000 |
| 3     | Kerstin Behrendt          | GDR  | 11,17000 |
| 4     | Nadeschda Roschtschupkina | URS  | 11,26000 |
| 5     | Odiah Sidibé              | FRA  | 11,40000 |
| 6     | Irina Sergejewa           | URS  | 11,40000 |
| 7     | Ulrike Sarvari            | FRG  | 11,41000 |
| 8     | Stephanie Douglas         | GBR  | 11,46000 |

Finale: 28. August
Wind: +1,8 m/s

### 200 m
| Platz | Athletin            | Land | Zeit (s) |
| ----- | ------------------- | ---- | -------- |
| 1     | Katrin Krabbe       | GDR  | 21,95000 |
| 2     | Heike Drechsler     | GDR  | 22,19000 |
| 3     | Galina Maltschugina | URS  | 22,23000 |
| 4     | Sandra Myers        | ESP  | 22,38 NR |
| 5     | Silke-Beate Knoll   | FRG  | 22,40000 |
| 6     | Jelena Bykowa       | URS  | 22,49000 |
| 7     | Sabine Günther      | GDR  | 22,51000 |
| 8     | Andrea Thomas       | FRG  | 23,01000 |

Finale: 30. August
Wind: +0,3 m/s

### 400 m
| Platz | Athletin             | Land | Zeit (s)    |
| ----- | -------------------- | ---- | ----------- |
| 1     | Grit Breuer          | GDR  | 49,50000000 |
| 2     | Petra Schersing      | GDR  | 50,51000000 |
| 3     | Marie-José Pérec     | FRA  | 50,84 NU23R |
| 4     | Annett Hesselbarth   | GDR  | 51,14000000 |
| 5     | Linda Keough         | GBR  | 51,22000000 |
| 6     | Ljudmyla Dschyhalowa | URS  | 51,31000000 |
| 7     | Marina Schmonina     | URS  | 51,67000000 |
| 8     | Viviane Dorsile      | FRA  | 52,11000000 |

Finale: 29. August

### 800 m
| Platz | Athletin           | Land | Zeit (min) |
| ----- | ------------------ | ---- | ---------- |
| 1     | Sigrun Wodars      | GDR  | 1:55,87    |
| 2     | Christine Wachtel  | GDR  | 1:56,11    |
| 3     | Lilija Nurutdinowa | URS  | 1:57,39    |
| 4     | Ellen van Langen   | NED  | 1:57,57    |
| 5     | Ella Kovacs        | ROM  | 1:58,33    |
| 6     | Tudorița Chidu     | ROM  | 1:59,09    |
| 7     | Ljubow Gurina      | URS  | 1:59,59    |
| 8     | Diane Edwards      | GBR  | 2:02,62    |

Finale: 29. August

### 1500 m
| Platz | Athletin             | Land | Zeit (min)    |
| ----- | -------------------- | ---- | ------------- |
| 1     | Snežana Pajkić       | YUG  | 4:08,12 NU23R |
| 2     | Ellen Kießling       | GDR  | 4:08,67000000 |
| 3     | Sandra Gasser        | SUI  | 4:08,89000000 |
| 4     | Ljudmila Rogatschowa | URS  | 4:10,06000000 |
| 5     | Elena Fidatov        | ROM  | 4:10,87000000 |
| 6     | Doina Melinte        | ROM  | 4:10,91000000 |
| 7     | Yvonne Mai           | GDR  | 4:10,99000000 |
| 8     | Jana Kučeríková      | TCH  | 4:11,67000000 |

Finale: 1. September

### 3000 m
| Platz | Athletin         | Land | Zeit (min) |
| ----- | ---------------- | ---- | ---------- |
| 1     | Yvonne Murray    | GBR  | 8:43,06    |
| 2     | Jelena Romanowa  | URS  | 8:43,68    |
| 3     | Roberta Brunet   | ITA  | 8:46,19    |
| 4     | Ljubow Kremljowa | URS  | 8:46,96    |
| 5     | Margareta Keszeg | ROM  | 8:48,04    |
| 6     | Päivi Tikkanen   | FIN  | 8:50,26    |
| 7     | Zita Ágoston     | HUN  | 8:51,07    |
| 8     | Sonia McGeorge   | GBR  | 8:51,33    |

Finale: 29. August

### 10.000 m
| Platz | Athletin            | Land | Zeit (min) |
| ----- | ------------------- | ---- | ---------- |
| 1     | Jelena Romanowa     | URS  | 31:46,83   |
| 2     | Kathrin Ullrich     | GDR  | 31:47,70   |
| 3     | Annette Sergent     | FRA  | 31:51,68   |
| 4     | Midde Hamrin        | SWE  | 31:58,25   |
| 5     | Nadia Dandolo       | ITA  | 32:02,37   |
| 6     | Nadeschda Galjamowa | URS  | 32:03,07   |
| 7     | Wanda Panfil        | POL  | 32:06,01   |
| 8     | Jill Hunter         | GBR  | 32:10,15   |

Datum: 31. August

### Marathon
| Platz | Athletin           | Land | Zeit (h) |
| ----- | ------------------ | ---- | -------- |
| 1     | Rosa Mota          | POR  | 2:31:27  |
| 2     | Walentina Jegorowa | URS  | 2:31:32  |
| 3     | Maria Rebelo-Lelut | FRA  | 2:35:51  |
| 4     | Emma Scaunich      | ITA  | 2:37:19  |
| 5     | Judit Nagy         | HUN  | 2:37:55  |
| 6     | Françoise Bonnet   | FRA  | 2:39:04  |
| 7     | Sissel Grottenberg | NOR  | 2:39:21  |
| 8     | Sylvianne Geffray  | FRA  | 2:39:42  |

Datum: 27. August

### 100 m Hürden
| Platz | Athletin               | Land | Zeit (s) |
| ----- | ---------------------- | ---- | -------- |
| 1     | Monique Éwanjé-Épée    | FRA  | 12,79    |
| 2     | Gloria Siebert         | GDR  | 12,91    |
| 3     | Lidija Jurkowa         | URS  | 12,92    |
| 4     | Cornelia Oschkenat     | GDR  | 12,94    |
| 5     | Ljudmila Naroschilenko | URS  | 12,97    |
| 6     | Ginka Sagortschewa     | BUL  | 13,02    |
| 7     | Kristin Patzwahl       | GDR  | 13,25    |
| DNF   | Gabriele Lippe         | FRG  |          |

Finale: 30. August
Wind: −0,9 m/s

### 400 m Hürden
| Platz | Athletin              | Land | Zeit (s) |
| ----- | --------------------- | ---- | -------- |
| 1     | Tatjana Ledowskaja    | URS  | 53,62    |
| 2     | Anita Protti          | SUI  | 54,36    |
| 3     | Monica Westén         | SWE  | 54,75    |
| 4     | Gudrun Abt            | FRG  | 54,97    |
| 5     | Margarita Ponomarjowa | URS  | 55,22    |
| 6     | Sally Gunnell         | GBR  | 55,45    |
| 7     | Cristina Pérez        | ESP  | 56,09    |
| DNF   | Petra Krug            | GDR  |          |

Finale: 31. August

### 4 × 100 m Staffel
| Platz | Land           | Athletinnen                                                                | Zeit (s) |
| ----- | -------------- | -------------------------------------------------------------------------- | -------- |
| 1     | DDR            | Silke Möller Katrin Krabbe Kerstin Behrendt Sabine Günther                 | 41,68 CR |
| 2     | BR Deutschland | Gabriele Lippe Ulrike Sarvari Andrea Thomas Silke-Beate Knoll              | 43,09000 |
| 3     | Großbritannien | Stephanie Douglas Beverly Kinch Simmone Jacobs Paula Thomas                | 43,32000 |
| 4     | Frankreich     | Cecile Peyre Magalia Simioneck Odile Singa Odiah Sidibé                    | 43,43000 |
| 5     | Italien        | Anna Rita Balzani Maria Ruggeri Daniela Ferrian Rossella Tarolo            | 43,71000 |
| 6     | Spanien        | Jolanda Diaz Cristina Castro Carmen Garcia-Campero Sandra Myers            | 44,36000 |
| DNF   | Sowjetunion    | Jelena Mizera Galina Maltschugina Natalja Kowtun Nadeschda Roschtschupkina |          |
| DSQ   | Finnland       | Sari Raumala Sisko Hanhijoki Sanna Kyllönen Marja Salmela                  |          |

Finale: 31. August

### 4 × 400 m Staffel
| Platz | Land           | Athletinnen | Zeit (min) |
| ----- | -------------- | --- | ---------- |
| 1     | DDR            | Manuela Derr Annett Hesselbarth Petra Schersing Grit Breuer                                                             | 3:21,02    |
| 2     | Sowjetunion    | Jelena Winogradowa Ljudmyla Dschyhalowa Jelena Rusina Tatjana Ledowskaja (Finale) im Vorlauf außerdem: Marina Schmonina | 3:23,34    |
| 3     | Großbritannien | Sally Gunnell (Finale) Jennifer Stoute Patricia Beckford Linda Keough im Vorlauf außerdem: Angela Piggford              | 3:24,78    |
| 4     | BR Deutschland | Karin Janke Andrea Thomas (Finale) Helga Arendt Silke-Beate Knoll im Vorlauf außerdem: Gabriela Lesch                   | 3:25,12    |
| 5     | Frankreich     | Fabienne Ficher Viviane Dorsile Évelyne Élien Marie-José Pérec                                                          | 3:25,16    |
| 6     | Schweiz        | Regula Aebi Martha Grossenbacher Regula Scalabrin Anita Protti                                                          | 3:29,94    |
| 7     | Ungarn         | Edith Molnár Erzsébet Szabó Noémi Bátori Judit Forgács                                                                  | 3:32,30    |
| 8     | Finnland       | Anna Suurnäkki Tuija Helander-Kuusisto Satu Jääskeläinen Sonja Finell                                                   | 3:32,84    |

Finale: 31. August

### 10 km Gehen
| Platz | Athletin            | Land | Zeit (min) |
| ----- | ------------------- | ---- | ---------- |
| 1     | Annarita Sidoti     | ITA  | 44:00 CR   |
| 2     | Olga Kardopolzewa   | URS  | 44:06000   |
| 3     | Ileana Salvador     | ITA  | 44:38000   |
| 4     | Tamara Kowalenko    | URS  | 45:03000   |
| 5     | Sari Essayah        | FIN  | 45:10000   |
| 6     | Beate Anders        | GDR  | 45:18000   |
| 7     | María Reyes Sobrino | ESP  | 45:42000   |
| 8     | Monica Gunnarsson   | SWE  | 45:48000   |

Datum: 29. August

### Hochsprung
| Platz | Athletin             | Land | Höhe (m) |
| ----- | -------------------- | ---- | -------- |
| 1     | Heike Henkel         | FRG  | 1,99     |
| 2     | Biljana Petrović     | YUG  | 1,96     |
| 3     | Jelena Jelessina     | URS  | 1,96     |
| 4     | Sigrid Kirchmann     | AUT  | 1,89     |
| 5     | Heike Balck          | GDR  | 1,89     |
| 5     | Judit Kovács         | HUN  | 1,89     |
| 7     | Walentina Gotowskaja | URS  | 1,89     |
| 8     | Hanne Haugland       | NOR  | 1,89     |

Finale: 31. August

### Weitsprung
| Platz | Athletin           | Land | Weite (m) |
| ----- | ------------------ | ---- | --------- |
| 1     | Heike Drechsler    | GDR  | 7,30 CR   |
| 2     | Marieta Ilcu       | ROM  | 7,02000   |
| 3     | Helga Radtke       | GDR  | 6,94000   |
| 4     | Laryssa Bereschna  | URS  | 6,93000   |
| 5     | Iolanda Tschen     | URS  | 6,90000   |
| 6     | Inessa Krawez      | URS  | 6,85000   |
| 7     | Fiona May          | GBR  | 6,77000   |
| 8     | Ringa Ropo-Junnila | FIN  | 6,76000   |

Finale: 28. August

### Kugelstoßen
| Platz | Athletin            | Land | Weite (m) |
| ----- | ------------------- | ---- | --------- |
| 1     | Astrid Kumbernuss   | GDR  | 20,38     |
| 2     | Natalja Lissowskaja | URS  | 20,06     |
| 3     | Kathrin Neimke      | GDR  | 19,96     |
| 4     | Claudia Losch       | FRG  | 19,92     |
| 5     | Iris Plotzitzka     | FRG  | 19,51     |
| 6     | Heike Hartwig       | GDR  | 18,90     |
| 7     | Stephanie Storp     | FRG  | 18,88     |
| 8     | Marina Antonjuk     | URS  | 18,82     |

Datum: 27. August

### Diskuswurf
| Platz | Athletin          | Land | Weite (m) |
| ----- | ----------------- | ---- | --------- |
| 1     | Ilke Wyludda      | GDR  | 68,46     |
| 2     | Olga Burowa       | URS  | 66,72     |
| 3     | Martina Hellmann  | GDR  | 66,66     |
| 4     | Gabriele Reinsch  | GDR  | 66,08     |
| 5     | Iryna Jattschanka | URS  | 65,16     |
| 6     | Elina Swerawa     | URS  | 63,88     |
| 7     | Ursula Kreutel    | FRG  | 63,28     |
| 8     | Dagmar Galler     | FRG  | 62,08     |

Finale: 29. August

### Speerwurf
| Platz | Athletin           | Land | Weite (m) |
| ----- | ------------------ | ---- | --------- |
| 1     | Päivi Alafrantti   | FIN  | 67,68     |
| 2     | Karen Forkel       | GDR  | 67,56     |
| 3     | Petra Felke        | GDR  | 66,36     |
| 4     | Silke Renk         | GDR  | 64,76     |
| 5     | Katalin Hartai     | HUN  | 63,52     |
| 6     | Ingrid Thyssen     | FRG  | 61,84     |
| 7     | Antoaneta Selenska | BUL  | 61,24     |
| 8     | Anna Verouli       | GRE  | 59,32     |

Finale: 30. August
In dieser Disziplin gab es einen Dopingfall. Die rumänische Speerwerferin Felicia Țilea, die zunächst Neunte war, hatte gegen die Antidopingbestimmungen verstoßen. Ihre Platzierung wurde annulliert und sie wurde für die Dauer von zwei Jahren gesperrt,

### Siebenkampf
| Platz | Athletin             | Land | Punkte  |
| ----- | -------------------- | ---- | ------- |
| 1     | Sabine Braun         | FRG  | 6688 BR |
| 2     | Heike Tischler       | GDR  | 6572000 |
| 3     | Peggy Beer           | GDR  | 6531000 |
| 4     | Irina Belowa         | URS  | 6521000 |
| 5     | Christiane Scharf    | FRG  | 6390000 |
| 6     | Remigija Nazarovienė | URS  | 6380000 |
| 7     | Birgit Clarius       | FRG  | 6359000 |
| 8     | Petra Văidianu       | ROM  | 6264000 |

Datum: 30. /31. August
Gewertet wurde nach der auch heute gültigen Punktetabelle von 1985.